# Umbrie
Umbrie (italsky Umbria) je vnitrozemský kraj ve střední Itálii. Sousedí s Toskánskem na západě, Marche na východě a Laziem na jihu. Region má rozlohu 8 464 km² a žije zde téměř 900 tisíc obyvatel. Dělí se na 2 provincie, Perugia a Terni. Hlavním městem je Perugia.
Region se vyznačuje kopcovitou a hornatou krajinou s většinou zalesněnými kopci. Oblast je úrodná, pěstuje se zde víno, obilí, tabák, zelenina a olivy, chovají se zde ovce. Částečná průmyslová výroba je soustředěna na jihu regionu, jde zejména o textilní průmysl a umělecká řemesla. Umbrie má řadu středověkých památek – Perugia, Spoleto, Todi, Assisi, Orvieto, Gubbio, známé jsou kláštery, opatství a středověké hrady.

## Historie
Žili zde Etruskové a východně od Tibery Umbrové, od nichž má krajina své jméno. Začátkem 3. století př. n. l. byla začleněna do Římské říše. Po jejím pádu zde vládli Gótové, Byzantinci a Langobardi. Posledně jmenovaní zde vytvořili Vévodství spoletské. Ve středověku se v regionu začaly vytvářet městské státy. Kolem roku 1500 se krajiny zmocnil Církevní stát a držel ji až do sjednocení Itálie v roce 1860.

## Geografie

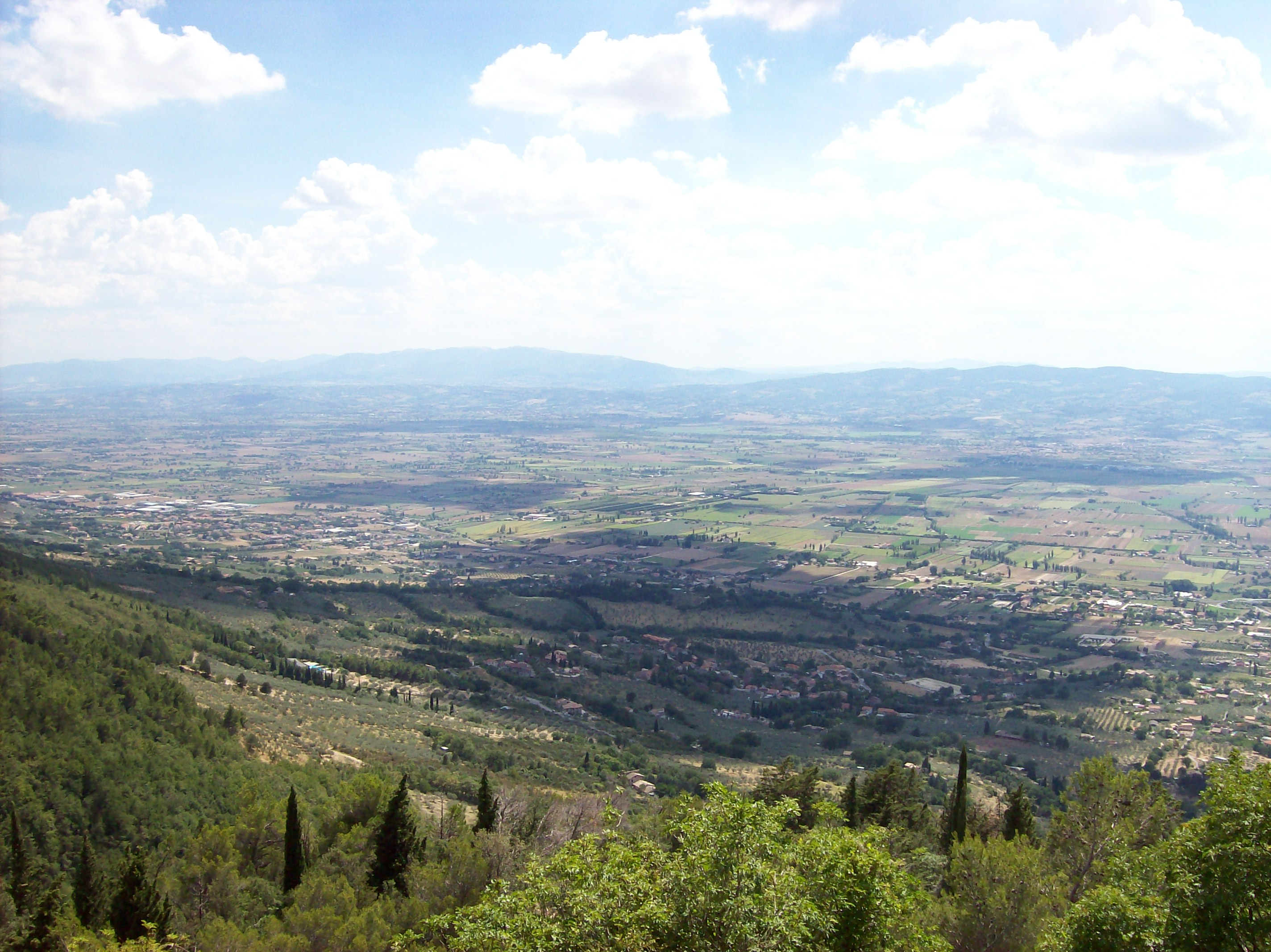
Umbrie

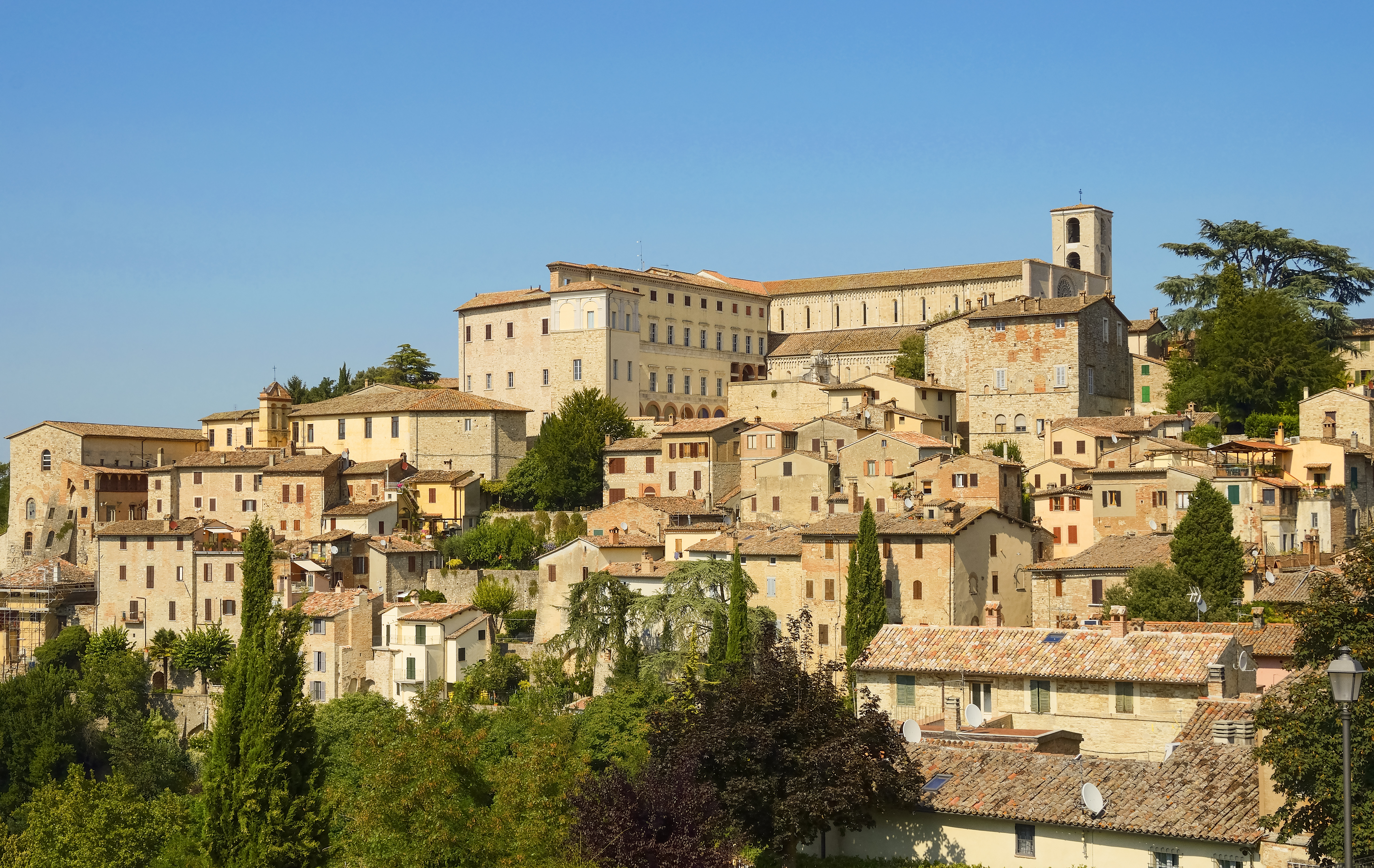
Todi

Krajina Umbrie je kopcovitá a hornatá. 71% rozlohy kraje tvoří často zalesněné kopce a kopcovitá krajina, 29% tvoří horské hřebeny a hory. Reliéfu regionu dominují dvě údolí, Údolí Tiberu (Val Tiberina) a Umbrijské údolí (Valle Umbra). Údolí Tiberu, kterým protéká řeka Tibera, prochází středem celého kraje, ze severu na jihozápad. Umbrijské údolí leží v jihovýchodní části kraje, z východu je ohraničené Apeninami. Východní a jihovýchodní část Umbrie zaujímají Střední Apeniny, respektive jejich podskupina nazývaná Appennino umbro-marchigiano. Tvoří hranice s regionem Marche, nejvyšší vrcholy leží na jihovýchodě, Monte Vettore (2 476 m). Naopak nejnižší bod kraje se nachází v povodí Tibery, Attigliano (96 m n. m.). Vedle hlavní řeky Tibery, jsou dalšími většími řekami Umbrie Chiascio (82 km), Topino (77 km), Paglia (86 km) a Nera (116 km). Největším jezerem kraje je Lago Trasimeno (128 km²), významná oblast i z hlediska turismu.

## Administrativní celky
Kraj se skládá ze dvou provincií a 92 obcí.
- Provincie Perugia
- Provincie Terni

## Hlavní centra regionu

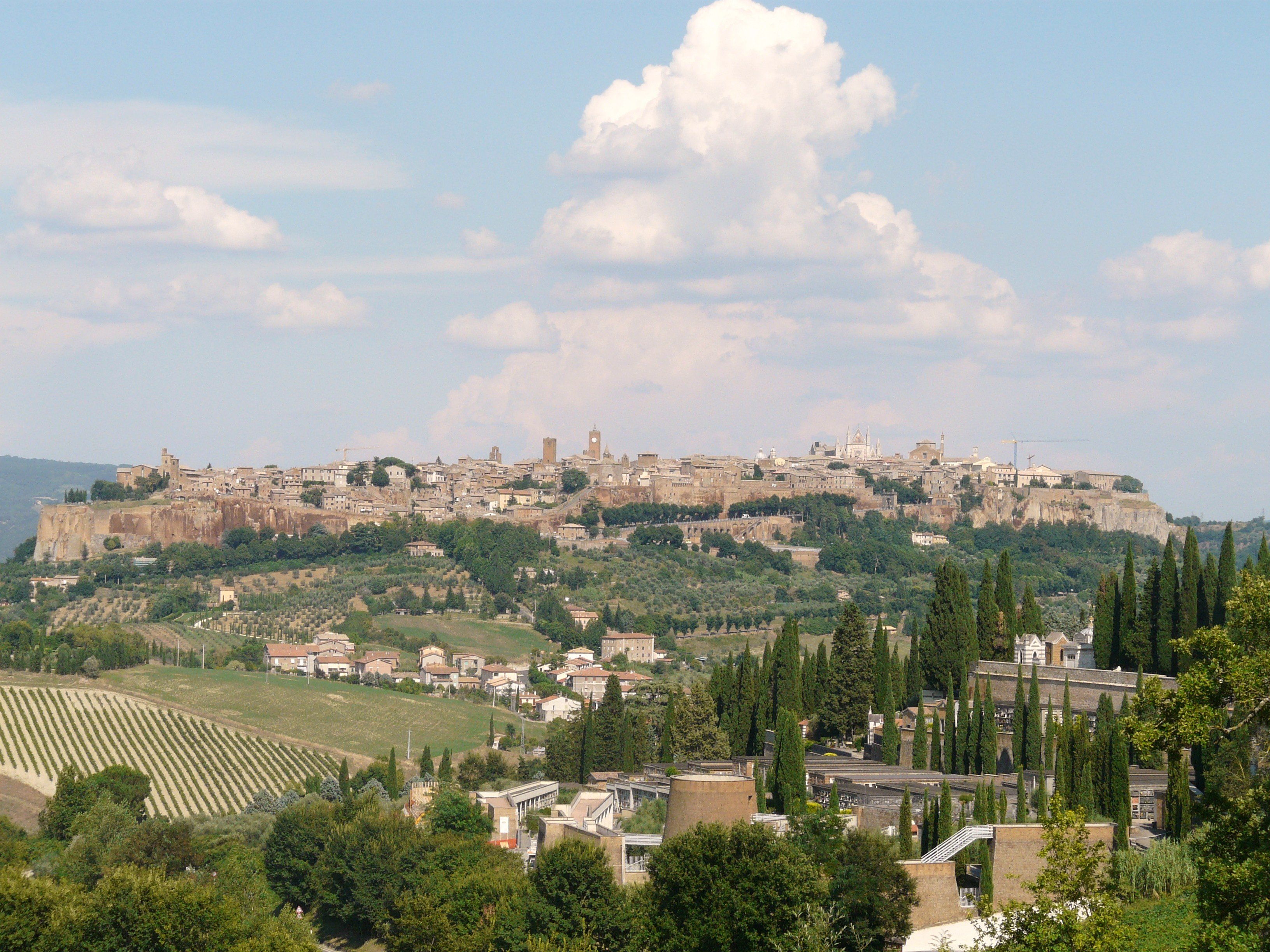
Orvieto

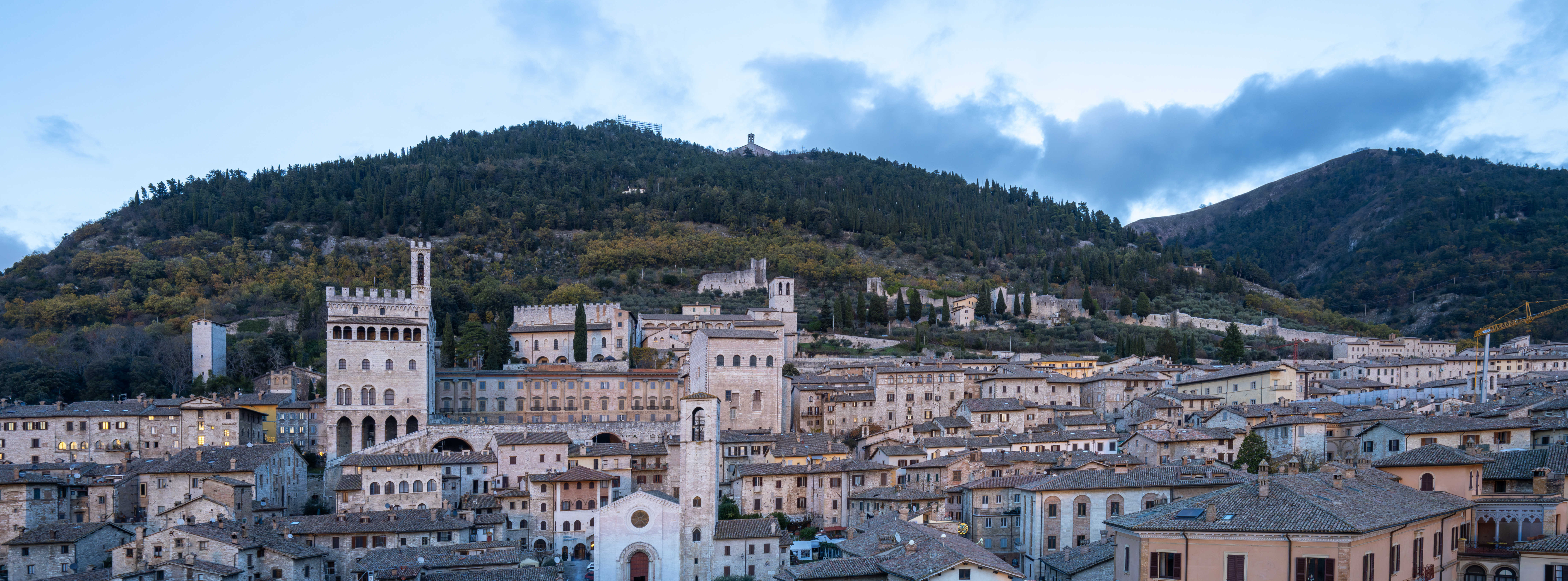
Gubbio

- Perugia
- Gubbio
- Assisi
- Spello
- Spoleto
- Todi
- Orvieto
- Norcia
- Narni